# ウェルシュ・ウイスキー
ウェルシュ・ウイスキー（英語：Welsh whisky、ウェールズ語：Wisgi CymreigまたはWysgi chwisgi）は、ウェールズで造られるウイスキーである。一時ニューポットの生産（原酒の生産）が途絶えたものの、現在はThe Welsh Whisky Companyがウェルシュ・ウイスキーを製造している。

## ウェルシュ・ウイスキーの歴史
ウェールズでの醸造酒の生産の歴史は古く、いつ頃から醸造酒が生産されていたのかはよく判らない。これに対して蒸留酒の生産は、醸造酒の生産よりも歴史が短いことは判っている。記録に残っている中で、ウェールズにおける最初の蒸留酒の生産は、356年にバージー島の「Reaullt Hir」という人物が、「chwisgi」と言う蒸留酒を造ったというものである。
しかし、このReaulltという名前は、ウェールズの人々の名前ではなく、アングロノルマン語（フランス語系の言語）の名前、つまり、外来の名前である。
さらに、この「chwisgi」という語もウェールズ語ではなく、スコットランド・ゲール語の「uisge beatha」または「uisce beatha」に由来する、やはり外来語なのである。ともあれ、これがウェールズにおいて、初めての蒸留酒が製造されたという記録である。その後、いわゆる中世にはウィスキーと呼べる蒸留酒（ウェルシュ・ウイスキー）が、ウェールズでは製造されて続けていた。ところが、19世紀に入ってからは、禁酒運動のあおりを受けて、ウェルシュ・ウイスキーの生産は減少傾向となり、ついに19世紀末にはウェルシュ・ウイスキーの新酒が造られなくなってしまった。蒸留したてのウィスキーの原酒をニューポットと呼ぶが、このニューポットが確実に造られたという記録は、Welsh Whisky Distillery CompanyのR. J. Lloyd Priceが、1887年にニューポットを生産したというものである。そして、遅くとも1894年には、蒸留が行われなくなったとされる。
以降、ニューポットの生産は完全に途絶えたものと考えられている。そして、Welsh Whisky Distillery Companyは、製品のウィスキーも、1900年には売ることができなくなってしまった。なお、このWelsh Whisky Distillery Companyは、結局1910年に倒産してしまう。
こうしてウェルシュ・ウイスキーは姿を消した。その後、1990年代に入るとウェルシュ・ウイスキーを復活させようという計画が持ち上がった。ただし、当初は複数銘柄のスコッチ・ウィスキーをウェールズで混ぜて、それをウェールズで瓶に詰めただけのものを「ウェルシュ・ウイスキー」と標榜しようとしていた。しかし、このような事業は認められないと訴訟が起こされ、結局この事業は中止させられた。
それでも、2000年にThe Welsh Whisky Companyが設立されることが公表された。The Welsh Whisky Companyは、ウェールズのペンデリン（Penderyn）にウィスキーの蒸留所を建設し、ここでニューポットの生産を開始した。これにより、ウェルシュ・ウイスキーの生産が再開されたことになる。ただし、ウィスキーの製造工程には熟成が必要であるため、すぐに出荷するわけにはゆかない。The Welsh Whisky Companyによるウィスキーが商業ベースで販売されたのは、2004年のことである。
この時を以って、ウェルシュ・ウイスキー（ウェールズで造られるウィスキー）は復活した。なお、このペンデリン（Penderyn）にある蒸留所は、2009年現在も稼動を続けている。

## 復活後のウェルシュ・ウイスキー
The Welsh Whisky Companyによって復活したウェルシュ・ウイスキーは、その蒸留所が位置する場所（おおよそ北緯51度45分、西経3度31分付近）の地名を冠した『Penderyn』（ペンデリン）という銘柄のシングルモルト・ウイスキーとして販売されている。
2016年にはウェールズ西部のLlandysul近くのDà Mhìle蒸留所が自身初のウイスキーとしてオーガニックシングルグレーンウイスキーを瓶詰めした。この時点で、ウェールズ内に２つの蒸留所が製造と販売を行なっている実績ができたため、EUの法律上、ウェールズはウイスキー産業を有していると公式に認定された。
2020年にはColes蒸留所がウェールズ国内三番目のシングルモルト・ウイスキーをCarmarthenshireのLlanddarogにて製造した。
その他では『Aber Falls』『In the Welsh Wind』などの蒸留所が設立された。

## 蒸留所
Penderyn
『Penderyn』は、ブレコン・ビーコンズ国立公園（Brecon Beacons National Park）内のペンデリン（Penderyn）に存在する小さな蒸留所で製造されていて、ブレコン・ビーコンズ国立公園の水を使用している。ただし、この蒸留所で仕込みを行っているわけではなく、ウォッシュ（蒸留前のビールに似た醸造酒）は、ブレインズ・ブリュワリー（Brains Brewery）という地元ウェールズのビール醸造所から手に入れている。このウォッシュを、ここで蒸留した後、熟成を行って製品化しているのである。なお、2009年現在『Penderyn』という銘柄には3つの種類が存在し、どれも製品のアルコール度数は46％に調整されているが、製法が異なっている。『Penderyn Madeira Finished』は、バーボン樽（以前バーボンの熟成に用いた樽）で熟成を行った後、仕上げの熟成を、以前マデイラ・ワイン（Madeira wine）の熟成に用いた樽で行って造るシングルモルト・ウィスキーである。『Penderyn Sherrywood』は、シェリー樽（以前シェリー酒の熟成に用いた樽）で熟成を行って造るシングルモルト・ウィスキーである。この他、『Penderyn Peated』という種類も存在する。
Da Mhile
Coles
Aber Falls
In the Welsh Wind